# Uputnica
Uputnica je znak (→) u leksikografiji, upozorenje da je o čemu riječ i drugdje.

### Korijen riječi
Uputnica je izvedenica riječi uputa koja ima dva značenja:
1. riječi obavijesti; savjet
2. pisano objašnjenje o upotrebi, upućivanje u način upotrebe; naputak

### Područje primjene
Primjenjuje se u leksikografiji prilikom pisanja jezičnih rječnika i predmetnih rječnika (enciklopedije, leksikoni) za uspostavljanje veza među člancima. Razrađenim sustavom unakrsnih uputnica može se izbjeći izradba kazala (indeksa).

## Vanjske poveznice
- Hrvatski jezični portal